# Voyageur immobile
Albums de Henry Torgue et Serge Houppin
Ulysse
(1993) Vertiges
(1995)
Voyageur immobile est le septième album du duo Torgue et Houppin sorti en 1995 pour le spectacle de théâtre et danse contemporaine Voyageur immobile de Philippe Genty.

## Titres de l'album
1. Voyageur immobile - (3 min 12 s)
2. Le Jardin des délices - (3 min 27 s)
3. Bleu désert - (4 min 46 s)
4. Cactus hôtel - (3 min 15 s)
5. Nuit frontière - (4 min 34 s)
6. Mezcal express - (5 min 45 s)
7. Les Roseaux noirs - (4 min 03 s)
8. Nord-Sud - (2 min 59 s)
9. Gare des étreintes - (2 min 40 s)
10. Nomade - (6 min 25 s)
11. Rivière aveugle - (4 min 23 s)